# Fixation de ski

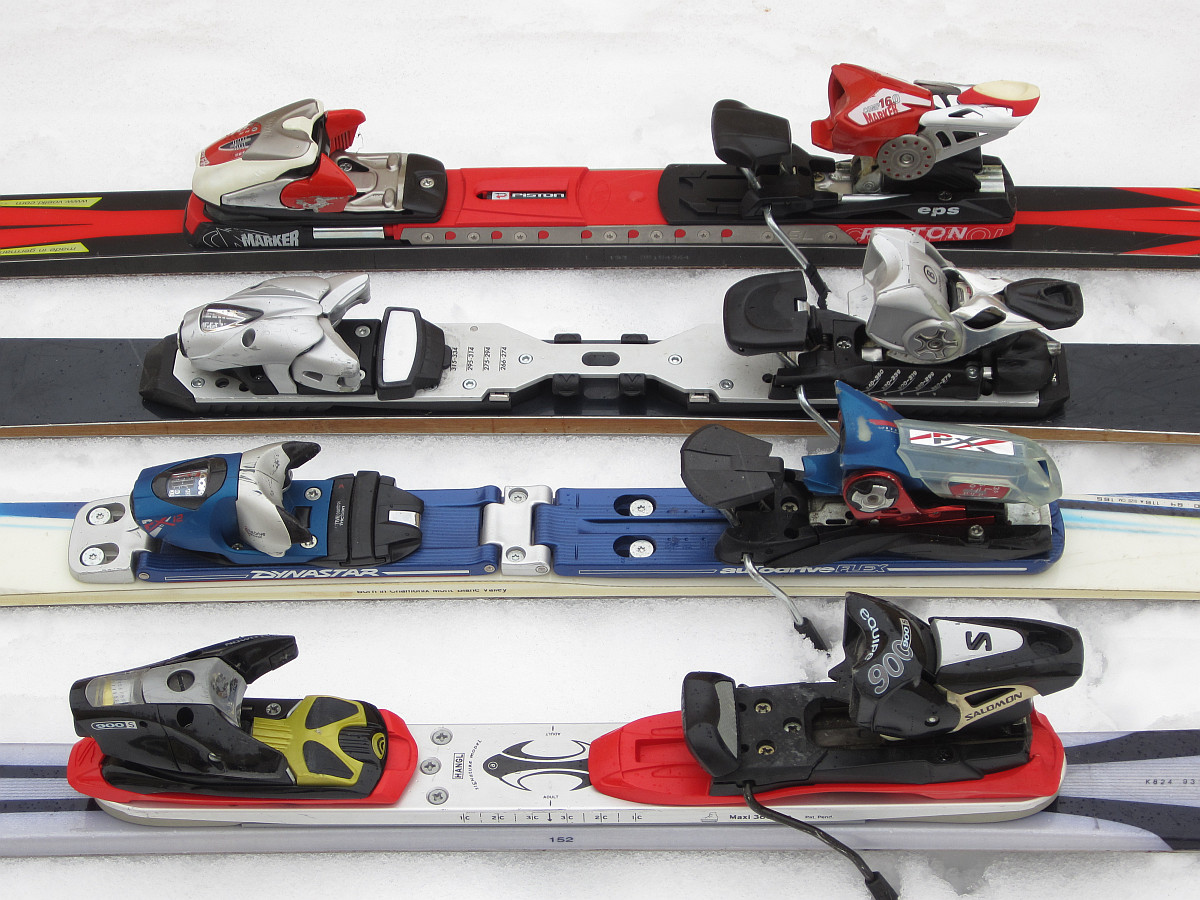
Différents types de fixations de ski alpin.

Une fixation de ski est un mécanisme qui permet de relier la chaussure de ski au ski et d'assurer un niveau de sécurité aux membres inférieurs du skieur en cas de choc brutal ou de chute.
Il existe différents types de fixations suivant la discipline du ski pratiquée.

## Ski alpin

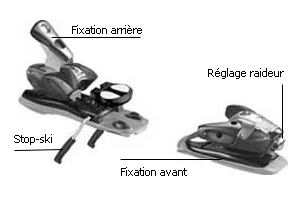
Fixations pour ski alpin (talonnière à gauche, butée à droite).

La fixation de ski alpin assure une liaison ferme entre la chaussure et le ski, avec maintien du talon de la chaussure en position basse. Elle est capable de supporter les contraintes du ski tout en permettant au skieur de déchausser en cas de chute. À cet effet, des ressorts sont montés dans la fixation. Il est indispensable de faire régler ses fixations selon les normes en vigueur. La norme internationale est l'ISO 11088. La France a pris le parti d'introduire une distinction homme/femme dans les préconisations de réglage. Les normes permettent un réglage personnalisé en tenant compte :
- du poids du skieur,
- de la taille du skieur,
- de la longueur de la semelle de la chaussure.

Ces trois éléments permettent d'obtenir, selon le sexe, un indice de réglage qui doit être modifié pour tenir compte :
- de l'âge du skieur,
- du niveau du skieur,
- de sa condition physique,
- de son style de ski.

Le réglage d'une fixation est donc un compromis subtil de 8 paramètres afin que la chaussure reste solidaire du ski sans que cela devienne dangereux en cas de chute. Il est indispensable que le réglage soit fait en tenant compte des normes selon les critères ci-dessus.
Un réglage trop serré est dangereux puisqu'en l'absence de déclenchement, le skieur pourra se blesser au niveau des membres inférieurs. Cependant, les skieurs professionnels soumettent fréquemment leurs skis à de fortes pressions latérales, ce qui les oblige à serrer davantage leurs fixations. Pour un skieur de 75 kg, un serrage de compétition avoisine rapidement les repères ISO 11 ou 12 (repères normalisés mentionnés sur la butée et la talonnière).
Un réglage trop souple peut aussi être dangereux puisque la fixation va s'ouvrir de manière intempestive et peut provoquer la chute du skieur avec risque de blessure.
Le réglage en longueur de la fixation est l'élément principal de la sécurité. Sans un réglage en longueur adéquat, la fixation même réglée selon les normes ne pourra fonctionner.
La fixation est composée de deux parties :
- la fixation avant (butée) : l'avant de la chaussure vient s'y enclencher. Elle possède un système de ressorts permettant au skieur de déchausser, libérant ainsi la chaussure en cas d'effort arrière ou avant latéral, ce qui permet de se prémunir contre de nombreux problèmes de ligaments du genou ;
- la fixation arrière (talonnière) : l'arrière de la chaussure vient s'y appuyer puis par une pression verticale vient enclencher la fixation qui maintient alors la chaussure. Elle possède également un système de ressort permettant de s'ouvrir en cas d'effort avant (talon qui se décolle).

Enfin, des aides électroniques permettent le réglage des fixations (p. ex. ISOSKI).

## Ski de fond

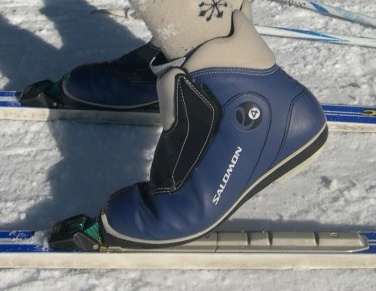
Fixation de ski de fond.

Le matériel est spécifique selon le style utilisé, classique (photo) ou skating. Seule la pointe de la chaussure est solidaire de la fixation, le talon restant libre.

## Saut à ski

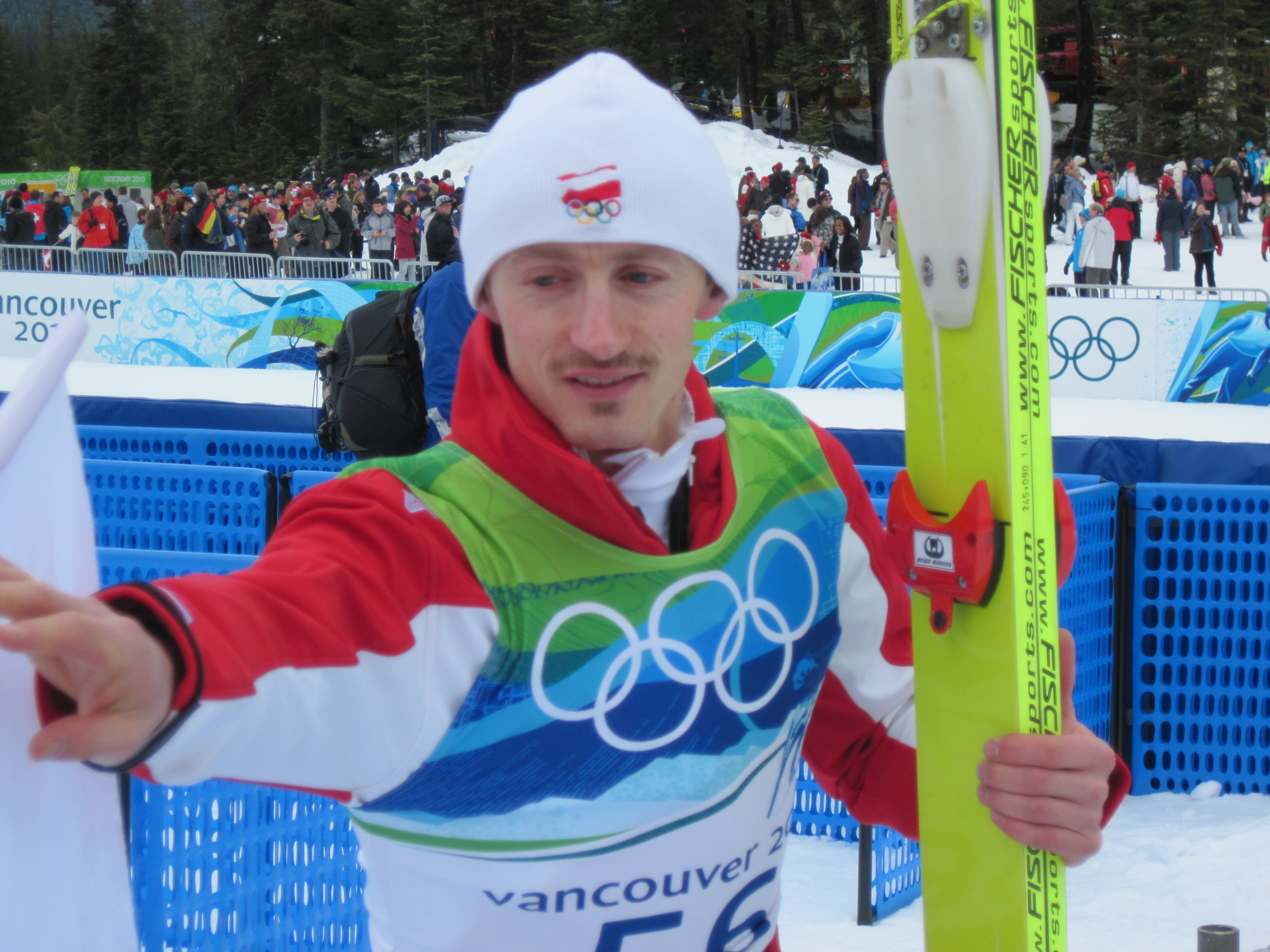
Fixation de saut à ski.

## Télémark

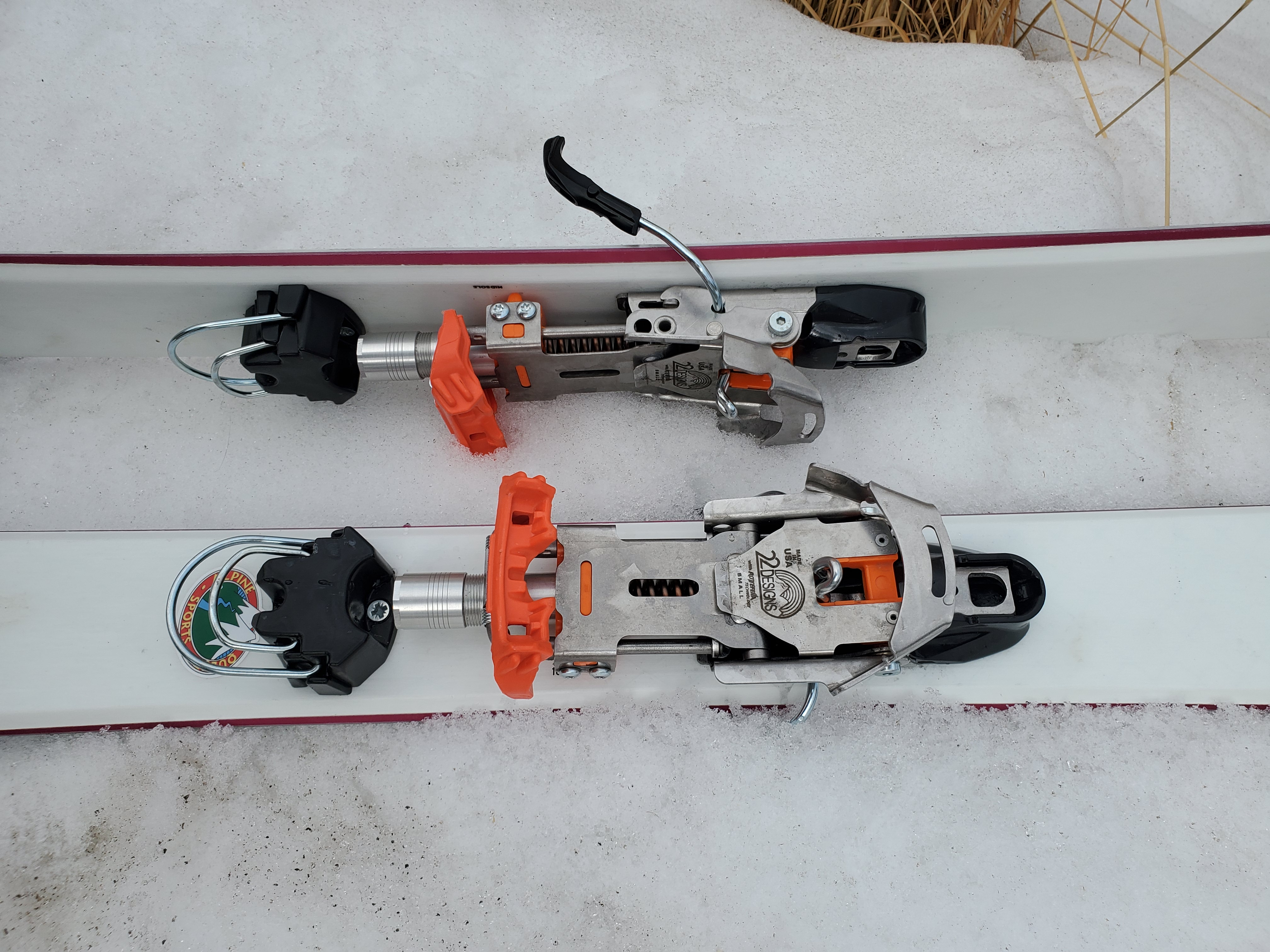
Fixations de Telemark.

Il existe plusieurs types de fixation de Telemark : la fixation à câble, légère, et la fixation NTN (New Telemark Norm) avec un système de déclenchement rudimentaire.

## Ski de randonnée

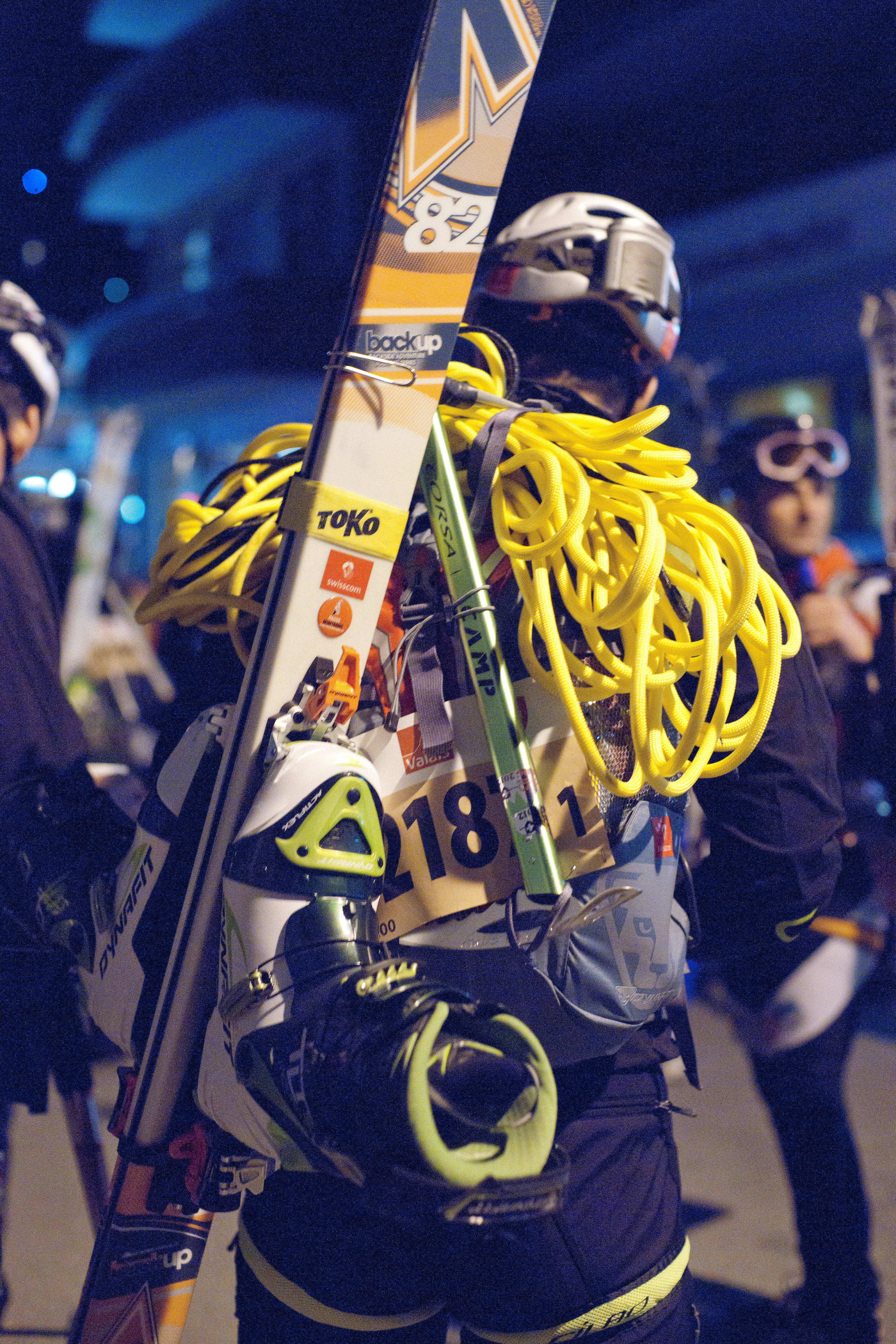
Fixations à inserts

En ski de randonnée, le talon bouge librement durant l'ascension mais est bloqué dans les descentes. Il existe plusieurs types de fixations adaptés à la pratique :

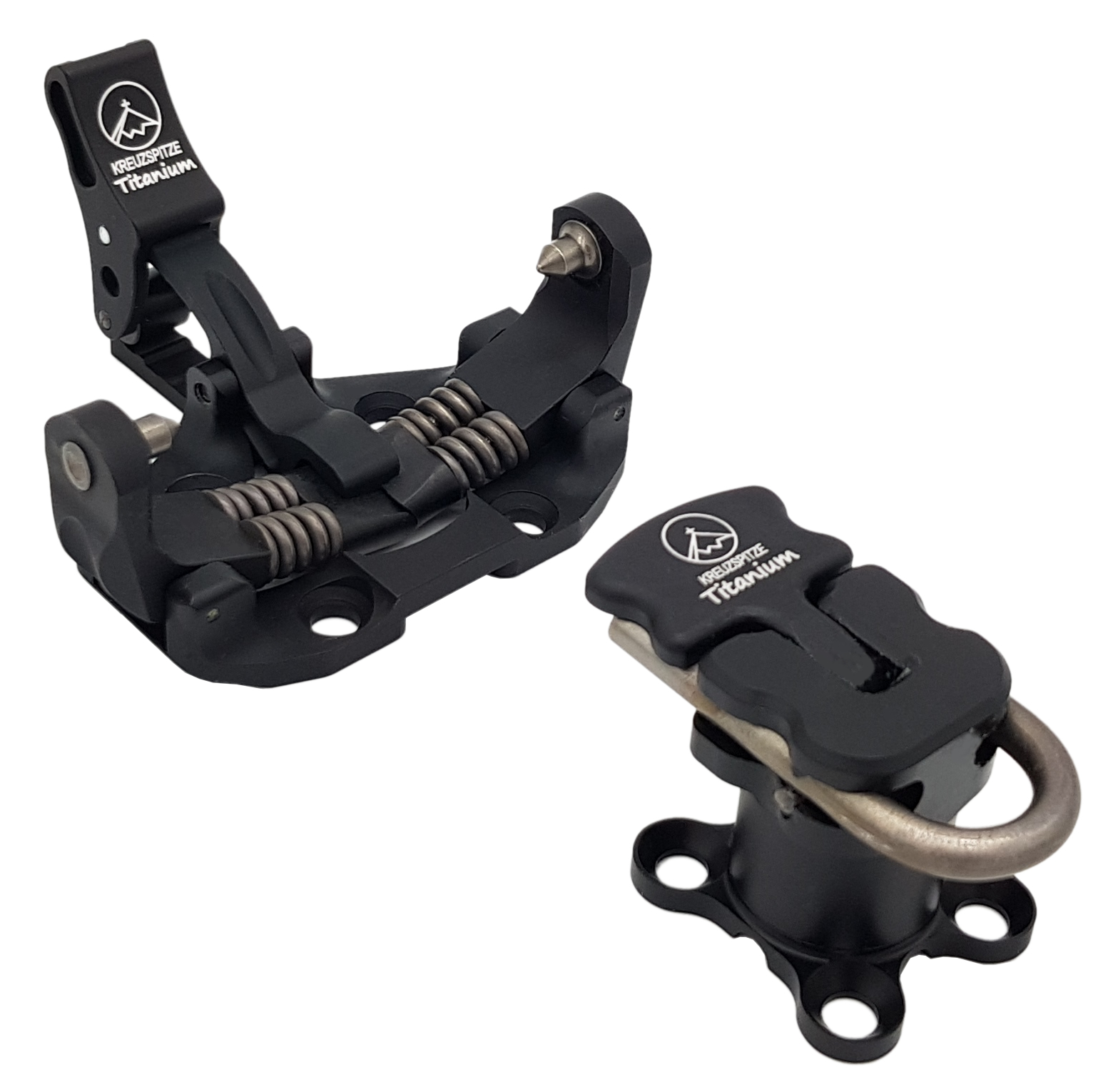
Fixation à inserts pour le ski-alpinisme.

- fixation à inserts (low-tech). Elle nécessite des chaussures spéciales, munies à l'avant de deux logements cylindriques dans lesquels viennent s'insérer les ergots de la fixation pour créer une liaison pivotante. La partie arrière de la fixation comporte deux positions : l'une bloquant le talon pour la descente et l'autre le laissant libre à la montée. Plus légères, les fixations low-tech de compétition (ski-alpinisme), de conception minimaliste, ne disposent pas de système de déclenchement à l'avant et très rarement à l'arrière.

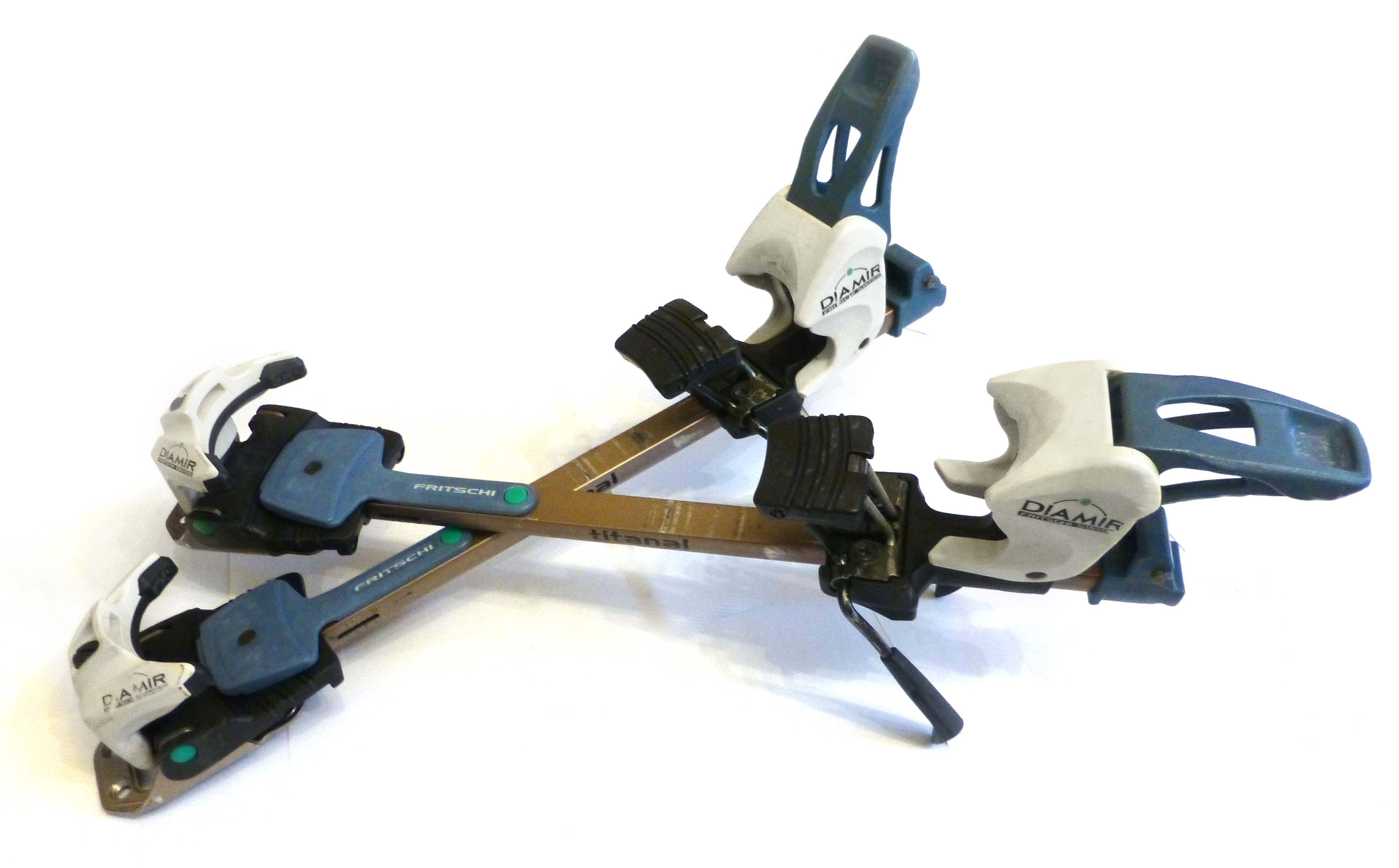
Fixations à plaque.

- fixation à plaque (diamir). Il s'agit d'une fixation alpine montée sur un système à charnière permettant de soulever le talon à la montée. On peut donc les utiliser avec des chaussures de ski alpin. Réputée offrir une meilleure sécurité de déclenchement en cas de chute, elle est par contre nettement plus lourde[5].

- fixation shift : on trouve enfin sur le marché depuis 2013 des fixations mixtes, réunissant les caractéristiques d'une fixation à inserts à l'avant et d'une talonnière alpine à l'arrière[5], compromis en matière de sécurité et de poids par rapport aux technologies précédentes. Elle est en outre équipée de stop-skis.

Les fixations de randonnée sont équipée d'un mécanisme permettant de monter des couteaux pour la progression en neige dure.